# Marileen Dogterom
Aletta Maria (Marileen) Dogterom (Utrecht, 20 november 1967) is een Nederlands hoogleraar biofysica (bionanoscience). Haar vakgebied is biomoleculaire fysica met een specialisatie voor het cytoskelet.

## Biografie
Dogterom promoveerde in 1994 aan de Universiteit Parijs-Zuid in de natuurkunde. Zij startte in 1997 bij het NWO-instituut AMOLF als tenure track groepsleider. Van 2000 tot 2002 was ze bijzonder hoogleraar Atoom- en molecuulfysica aan de Universiteit Leiden vanwege de Stichting ter bevordering van de Atoom- en Molecuulfysica. In 2002 werd zij hoogleraar bionanoscience aan de Technische Universiteit Delft. Aan de TU Delft is zij werkzaam aan het Kavli Nanolab. Sinds 2016 is Dogterom tevens ‘Medical Delta’-hoogleraar. Het ‘Medical Delta’-programma is een samenwerking tussen diverse onderzoeksinstituten in Delft, Leiden en Rotterdam; het is ingesteld om een brug te slaan tussen wetenschap en medische praktijk.
In 2007 kreeg Dogterom een VICI-subsidie van NWO voor onderzoek naar de rol van de dynamiek en krachtgeneratie van microtubuli bij het naar de juiste plaats transporteren van eiwitten in levende cellen. In 2018 was zij een van de vier laureaten van de Spinozapremie.
Sinds 2016 is Dogterom lid van de KNAW. Binnen de Akademie werd zij bestuurslid en vice-president. Met ingang van 1 juni 2022 volgt Dogterom de hoogleraar Ineke Sluiter op als president van de KNAW.